# Nasib Sjiganov
Nasib Gajasovitj Sjiganov (tatarisk: Нәҗип Гаяз улы Җиһанов tr. Nadsjip Gajas uly Dsjihanov lat. Nəcip Ğayaz uğlı Cihanov; russisk: Нази́б Гая́зович Жига́нов, tr. Nasíb Gajásovitj Sjigánov; født 15. januar 1911 i Oral, Orenburg guvernement (nu Orenburg oblast), Det Russiske Kejserrige, død 2. juni 1988 i Kasan, Tatariske ASSR, Sovjetunionen) var en sovjetisk/tatarisk komponist og lærer. 
Sjiganov har skrevet 16 symfonier, otte operaer, kammermusik, orkesterværker, sange etc.
Han har undervist i komposition på Kasans statskonservatorium og var rektor (1945-1988). 

## Udvalgte værker
- Symfoni nr. 1 (1973) - for orkester
- Symfoni nr. 2 "Sabantuj" (1968) - for orkester
- Symfoni nr. 3 "Lyrisk" (1971) - for orkester
- Symfoni nr. 4 (1973) - for orkester
- Symfoni nr. 5 (1974) - for orkester
- Symfoni nr. 6 (1975) . for orkester
- Symfoni nr. 7 (1976) - for orkester
- Symfoni nr. 8 (1977) - for orkester
- Symfoni nr. 9 (1978) - for orkester
- Symfoni nr. 10 (1979) - for orkester
- Symfoni nr. 11 (1980) - for orkester
- Symfoni nr. 12 (1981) - for orkester
- Symfoni nr. 13 (1982) - for orkester
- Symfoni nr. 14 (1983) - for orkester
- Symfoni nr. 15 (1984) - for orkester
- Symfoni nr. 16 (1985) - for orkester
- Suite til tatar temaer (1949) - for orkester
- Symfonisk digtning "Kyrlaj" (1946) - for orkester